# フェリーチェ・マリアーニ
フェリーチェ・マリアーニ（Felice Mariani　1954年7月8日- ）は、イタリアのローマ出身の柔道選手。階級は60kg級。身長160cm。

## 人物
1975年の世界選手権軽量級で3位になると、翌年の1976年モントリオールオリンピックでも銅メダルを獲得した。1978年からヨーロッパ選手権60kg級で3連覇を達成した。1979年の世界選手権でも3位となった。しかし、翌年の1980年モスクワオリンピックには出場しなかった。1981年の世界選手権ではまたも3位となった。1984年ロサンゼルスオリンピックでは準々決勝で日本の細川伸二に巴投で敗れるなどして5位にとどまった。
2008年北京オリンピックではナショナルチームのコーチとして女子57kg級のジュリア・クインタバレを優勝に導いた。

## 主な戦績
- 1974年 - ポーランド国際　優勝
- 1974年 - 世界学生　2位
- 1974年 - ヨーロッパジュニア　優勝
- 1975年 - オランダ国際　優勝
- 1975年 - 世界選手権　3位
- 1976年 - 世界軍人柔道選手権大会　優勝
- 1976年 - モントリオールオリンピック　3位
- 1977年 - 世界軍人柔道選手権大会　3位
- 1978年 - ヨーロッパ選手権　優勝
- 1979年 - ヨーロッパ選手権　優勝
- 1979年 - 地中海競技大会　優勝
- 1979年 - 世界選手権　3位
- 1980年 - ヨーロッパ選手権　優勝
- 1981年 - イギリス国際　優勝
- 1981年 - 世界軍人柔道選手権大会　優勝
- 1981年 - 世界選手権　3位
- 1982年 - 世界軍人柔道選手権大会　優勝
- 1983年 - 地中海競技大会　優勝
- 1984年 - ヨーロッパ選手権　2位
- 1984年 - ロサンゼルスオリンピック　5位